# Edmond Dame
Pour les articles homonymes, voir Dame.
Edmond Dame, né le 4 novembre 1893 à Rouvroy (Pas-de-Calais) et mort le 31 août 1956 à Paris, est un lutteur français pratiquant la lutte libre et la lutte gréco-romaine.

## Palmarès
Edmond Dame obtient la médaille de bronze olympique en lutte libre en 1928 à Amsterdam en catégorie poids lourds. Il participe aussi aux Jeux olympiques de 1920 à Anvers en lutte gréco-romaine et de Jeux olympiques de 1924 à Paris en lutte libre et gréco-romaine, sans remporter de médaille.
Au niveau continental, il remporte la médaille de bronze en lutte gréco-romaine en 1925 et en  lutte libre en 1929.